# Эмиссионный институт заморских департаментов Франции
Эмиссионный институт заморских департаментов (фр. Institut d'émission des départements d'outre-mer, IEDOM) — государственная организация Франции, уполномоченная осуществлять эмиссию валюты для заморских департаментов и заморских сообществ Франции, для которых Институт выполняет функции центрального банка. Агентства Института находятся в Французской Гвиане, Гваделупе, Мартинике, Реюньоне, Майотте и на о. Сен-Пьер и Микелон. Агентство в Гваделупе обслуживает также сообщества Сен-Мартен и Сен-Бартелеми.

## История
С середины XIX века право эмиссии на вышеуказанных территориях имели частные банки: Банк Гвианы, Банк Реюньона, Банк Мартиники и Банк Гваделупы. 2 декабря 1941 года была создана Центральная касса Свободной Франции, выполнявшая функции эмиссионного центра Свободной Франции. 1 июля 1944 года она преобразована в Центральную кассу Заморской Франции, которой передано эмиссионное право, принадлежавшее ранее частным банкам. В декабре 1958 года касса переименована в Центральную кассу экономического сотрудничества.
7 января 1959 году учреждён Эмиссионный институт заморских департаментов.